# Telekom S-League
La Telekom S-League, nota anche come S-League, è la massima competizione calcistica delle Isole Salomone ed ha carattere semiprofessionistico.
Era noto come National Club Championship dal 2000 al 2010, quando ha cambiato sponsor, nome e formato.

## Formato
Il campionato, composto da 12 squadre, si compone di un girone di sola andata, al termine del quale la squadra prima classificata è campione delle Isole Salomone e si qualifica per la OFC Champions League, insieme alla seconda classificata. L'ultima classificata è retrocessa in seconda divisione.

### Squadre
Stagione 2023
- Central Coast
- Henderson Eels
- Honiara City
- Juniper
- Kossa
- Laugu Utd.
- Marist
- Real Kakamora
- Solomon Warriors
- SOSA
- Southern United
- Waneagu United

## Storia
Il primo torneo di calcio documentato nelle Isole Salomone risale al 1977, con la nascita del Torneo Interprovinciale, organizzato dalla Federazione calcistica delle Isole Salomone e di carattere amatoriale. Il campionato vede svolgere diverse edizioni nel corso degli anni fino al 1985, in seguito non sarà più organizzato.
Il successivo campionato, il National Club Championship, nasce solo nel 2000, con il primo titolo che è vinto dal Koloale. Il torneo si gioca fino alla stagione 2009-10, quando il campionato subisce una nuova riforma.
La stagione 2010-2011 è la prima a svolgersi sotto il nome di Telekom S-League, che per le prime due edizioni è organizzato parallelamente ad un torneo ad eliminazione diretta, denominato Knockout Championship, con le vincenti dei due tornei che si sfidano in una gara di andata e ritorno per il titolo nazionale. Nel caso della stagione 2011-2012, i Solomon Warriors hanno vinto entrambe le competizioni e sono stati automaticamente proclamati campioni nazionali. Il formato del Knockout Championship è stato abbandonato a partire dalla stagione 2013-14. 

## Albo d'oro

### National Club Championship
- 2000:  Laugu Utd.
- 2001:  Koloale
- 2002:  Koloale
- 2003:  Koloale
- 2004:  Central Realas
- 2005: Annullato
- 2006:  Marist
- 2006-2007:  Kossa
- 2007-2008:  Koloale
- 2008-2009:  Marist
- 2009-2010:  Koloale

### Telekom S-League
- 2010-2011:  Koloale
- 2011-2012:  Solomon Warriors
- 2013-2014:  Solomon Warriors
- 2014-2015:  Western United
- 2015-2016:  Solomon Warriors
- 2016:  Marist
- 2017-2018:  Solomon Warriors
- 2018:  Solomon Warriors
- 2019-2020:  Solomon Warriors
- 2020-2021:  Henderson Eels
- 2021:  Central Coast
- 2022-2023:  Solomon Warriors
- 2023:  Solomon Warriors
- 2024:  Central Coast

### Titoli per Squadra
| Club             | Titoli | Stagioni                                                                     |
| ---------------- | ------ | ---------------------------------------------------------------------------- |
| Solomon Warriors | 8      | 2011-2012, 2013-2014, 2015-2016, 2017-2018, 2018, 2019-2020, 2022-2023, 2023 |
| Koloale          | 6      | 2001, 2002, 2003, 2007-2008, 2009-2010, 2010-2011                            |
| Marist           | 3      | 2006, 2008-2009, 2016                                                        |
| Central Coast    | 2      | 2021, 2024                                                                   |
| Western United   | 1      | 2014-2015                                                                    |
| Central Realas   | 1      | 2004                                                                         |
| Kossa            | 1      | 2006-2007                                                                    |
| Henderson Eels   | 1      | 2020-2021                                                                    |
| Laugu Utd.       | 1      | 2000                                                                         |